# Lazrou
Lazrou è un comune dell'Algeria, situato nella provincia di Batna.